# Jogos dos Povos Indígenas
Els Jogos dos Povos Indígenas (en portuguès Jocs dels pobles indígenes) són un esdeveniment multiesportiu, creat el 1996 a través d'una iniciativa indígena brasilera, del Comitê Intertribal - Memòria i Ciència Indígenes (ITC), amb el suport del Ministeri de l’Esport del Brasil. És una de les reunions esportives culturals més grans d'indígenes d'Amèrica. El primer fou realitzat a Goiânia, capital de l'estat de Goiás.
Els líders indígenrs Carlos Terena i Marcos Terena, fundadors de l'ITC, fundadors de la ITC, eren els responsables d’organitzar esports, culturals, espirituals i articular-se amb els pobles indígenes. En total, s'han reunit més de 150 pobles indígenes brasilers, com xavantes, bororó, parecis i guaranís. Àdhuc hu ha delegacions estrangeres indígenes vingudes del Canadà i de la Guaiana Francesa.

## Edicions
| Edició                         | Any  | Període                           | Localitat                                                      | Ètnies | Modalitats |
| ------------------------------ | ---- | --------------------------------- | -------------------------------------------------------------- | --- | --- |
| I Jogos dos Povos Indígenas    | 1996 | de 16 a 20 d'octubre              | Goiânia, Goiás                                                 | Bakairi - MT; Bororo- MT; Fulni-ô - PE; Gavião - RO; Guarani - SP e MS; Guató - MS; Kadiwéu - MS; Kaingang - SP, SC i RS; Kamayurá - Xingu - MT; Karajá - TO e GO; Kaiowá - MS; Krahô - TO; Krikati - MA; Sateré-Mawé - AM; Ofaié - MS; Paresi - MT; Terena - MS; Tukano - AM; Xucuru - Kariri - AL; Yawalapiti, Xingu - MT; Kuikuro; Wuará; Xavantes - MT, Kalapalo; Trumai; Mehinaku; Kaiapó - PA; Javaé - TO; Kanela - MA. | Futbol, voleibol, atletisme i natació, piragüisme, tir amb arc, llançament de llances, demostracions de lluita i carreres de troncs. |
| II Jogos dos Povos Indígenas   | 1999 | de 14 a 20 d'octubre              | Guaíra, Paraná (a la frontera entre l'Argentina i el Paraguai) | Guarani - SP; Potiguara - PB; Pankararu - PE; Maxacalí - MG; Krenak - MG; Xacriabá - MG; Paresi - MT; Umutina - MT; Kaingang-SC; Kaiowá - MS; Kadiwéu - MS; Bakairi - MT; Bororo - MT; Erikbaktsa - MT; Kanela - MA; Matis - AM; Krahô - TO; Kayapó - PA; Xavante - MT; Karajá - TO; Jawaé - TO; Kuikuro, Xingu - MT; Kamaiurá, Xingu - MT; Yawalapiti, Xingu - MT, Suyá, Xingu - MT; Waurá, Xingu - MT i Terena - MS. | Futbol, atletisme, tir amb arc, piragüisme, natació, lluita lliure i carreres de troncs. |
| III Jogos dos Povos Indígenas  | 2000 | de 15 a 21 d'octubre              | Marabá, Pará (a l'Amazònia brasilera)                          | Bororo - MT; Bakairi - MT; Xavante - MT; Xickin - MT; Arara - PA; Munduruku - PA; Krahô - TO; Tembé - PA; Suruí - PA; Kaapor - PA; Parakanã - PA; Matis - AM; Kaiowá - MS; Guarani - SP; Mbyá - PA; Kaingang - PR; Pataxó - BA; Karajá - TO; Asurini - PA; Gavião Parkatejê - PA; Terena - MS; Kanela - MA; Wai Wai - PA; Yawalapiti, Xingu - MT; Kuikuru, Xingu - MT, Kamayura, Xingu - MT; Kalapalo, Xingu - MT; Waurá, Xingu - MT; Mehinaku, Xingú- MT; Erikbatsa - MT; Jawaé - TO; Suyá, Xingu - MS; Arawete - PA; Assurini - PA e Kayapó - PA.                                                    | Arc i fletxa, sarbatana, estira i arronsa, llançament i piragüisme, futbol i natació. |
| IV Jogos dos Povos Indígenas   | 2001 | de 20 a 27 d'octubre              | Campo Grande, Mato Grosso do Sul, regió del Pantanal)          | | |
| V Jogos dos Povos Indígenas    | 2002 | de 14 a 21 de setembre            | Marapanim, Pará                                                | Araweté, Arara, Asurini, Bakairi, Bororo, Erikbaktsa, Fulni-ô, Gavião (RO), Gavião Parkatejê- PA, Guarani Mbya, Guató, Javaé, Kadiwéu, Kayapó, Kaingang, Kaiowá, Kalapalo, Kamayurá, Kanela, Karajá, Kariri, Krahô, Krenak, Krikati, Kuikuro, Matis, Maxacali, Mbya, Mehinaku, Munduruku, Ofaié, Pankararu, Parakanã, Paresi, Pataxó, Potiguara (PB), Saterê-Maués, Suruí (PA), Suyá, Tembé, Terena, Trumai, Tukano, Umutina, Wai Wai, Wuará, Xacriabá, Xavante, Xicrin, Xucuru, Yawalapiti. | Tir amb arc, llançament de llança, natació en travessia fluvial, estirada de corda, piragüisme, cursa de troncs, futbol masculí i femení, esprint (100 m), carrera de llarga distància (5.000 m), demostracions de sarbatana, Ronkrã, Kagót, Jãmparty Kaipy, Akô, Inssitró, Katulaywa, Jawari, Xikunahity i Tihimore. |
| VI Jogos dos Povos Indígenas   | 2003 | d'1 a 8 de novembre               | Palmas, Tocantins                                              | Awá (Guajá)/MA; Aikewara/PA; Apinajé/TO; Avá-Canoeiro/GO; Aweti/MT; Bakairi/MT; Bororo/MT; Cinta Larga/RO; Enawenê-nawê /MT; Gavião Kyikatêjê/PA; Guarani/PA; Hixkariana/AM; Javaé/TO; Ka'apor/MA; Kaiwá/MS Kalapalo/MT; Kamayurá/MT; Kanela Ramkokamekra/MA; Karajá/TO; Kayabi/MT; Kayapó/PA; Krahô/TO; Kuikuru/MT; Matis/AM; Nambikwára/RO; Parakanã/PA; Paresi/MT; Pataxó/BA; Rikbatsa/MT; Suruí/RO; Tapirapé-TO/MT; Tembé-PA/; Terena/MS; Uru-Eu-Wau-Wau-/RO; Wai Wai/PA; Waiãpi/AC; Waimri Atroari/AM; Waura/MT: Xavante/MT; Xerente/TO; Xikrin/PA; Xucuru Kariri/AL; Yanomami/RR; Yawalapití/MT. | Futbol, voleibol, atletisme, natació, piragüisme, tir amb arc, llançament de llança, lluita corporal, carrera de troncs, cursa de velocitat (100 m), carrera de llarga distància (5.000 m), sarbatana, Ronkrã, Kaipy, Akô, Inssitró, Katulaywa, Jawari, Xikunahity i Tihimore.                                        |
| VII Jogos dos Povos Indígenas  | 2004 | de 20 a 27 de novembre            | Porto Seguro, Bahia, lloc d'arribada dels "caribs" portuguesos | Aikewara, Asurini do Xingu, Awá Guajá, Aweti, Bakairi, Bororo, Enawenê-Nawê, Etnias Australianas, Etnias Canadenses, Gavião do Pará, Guajajara, Guarani, Ikpeng, Irantxe, Javaé, Kaapor, Kadiwéu, Kaigang. Kaiwá, Kalapalo, Kamayurá, Kanela, Kantaruré, Karajá, Kayabi, Kayapó, Kiriri, Krahô, Krenak, Kuikuro, Matis, Maxakali, Nambikwara, Pankararé, Pankararu, Paresi, Pataxó, Rikbaktsa, Suruí, Tapirapé, Terena, Tuxá, Wai Wai, Waiãpi, Waimiri Atroari, Waura, Wayapi Guiana Francesa, Xakriabá, Xavante, Xerente, Xikrin, Xukuru Kariri, Yanomami, i Yawalapiti.                              | Arc i fletxa; piragüisme; Llançament de llança; estirament de corda; i carrera de troncs, lluita corporal, sarbatana; Xikunahity; Tihimore; Katulaya; Akô; i futbol de camp Jãmparti; Atletisme; Natació / Travessia; Cursa de fons.                                                                                  |
| VIII Jogos dos Povos Indígenas | 2005 | de 18 a 26 de novembre            | Praia de Iracema, Fortaleza, Ceará                             | Aikewara, Asurini, Awá Guajá, Aweti- MT, Bakairi, Bororo, Enawenê-Nawê, Gavião, Guajajara, Guarani Mbya, Javaé, Kaiowá, Kalabaça/CE Kalapalo, Kamayurá, Kanela, Kanindé/CE, Karajá, Kayabi, Krahô, Kuikuro, Iratinxe Manoki/MT, Matis, Nambikwara, Parakanã, Paresi, Pataxó, Pitaguary ou Potiguara CE/PB, Suruí - RO, Tapeba/CE, Tapirapé, Tembé, Terena, Tobajara/CE, Tremembé/CE:, Wai Wai, Xavante, Xerente, Xikrin, Yawalapiti. | Futbol; arc i fletxa, llançament de llança, estirada de corda, carrera de troncs, atletisme, natació i carrera de 5.000 metres, lluita corporal, sarbatana, jikunahiti, ronkrã, katulaywa, akô, gâamparti, kaipy, tihimora, hippi, iwavary, qagõt, insintró i peikrâ.                                                 |
| IX Jogos dos Povos Indígenas   | 2007 | de 24 de novembre a 1 de desembre | Olinda, Pernambuco                                             | AIKEWARA, ASSURINI, ASHANINKÁ, ATIKUM,BAKAIRI,BORORO,FULNI-Ô,GAVIÃO KYIKATÊJÊ / PARKATÊJÊ, KARITIANA,KAXINAWÁ,KAYAPÓ,KRAHÔ, KUIKURO,JAVAÉ, KAINGANG,KANELA RÃMKOKAMEKRA, KAMBIWÁ,KAPINAWÁ,KARAJÁ, MANCHINERI, MATIS, PANKARÁ,PANKARARU,PARECI HALITI, PATAXÓ,PIPIPÃ, RIKBAKSTA,SHANENAWÁ,TAPIRAPÉ, TENHARIM, TERENA, TRUKÁ, TUXÁ, UMUTINA, XAVANTE, XERENTE, XIKRIN, XOKLENG, XUKURU, WAI WAI | Futbol masculí i femení, voleibol, natació/travessia, piragüisme, tir amb arc, llançament de llança, cursa de troncs, esprint (100 m), carrera de llarga distància (5.000 m), estirada de corda, lluita lliure, sarbatana, Ronkrã, Xikunahity, Akô, Katulaya, Jãmparty Kaipy i Tihimore.                              |
| X Jogos dos Povos Indígenas    | 2009 | de 31 d'octubre a 7 de novembre   | Paragominas, Pará                                              | AIKEWARA (PA), ASSURINI (PA), BAKAIRI (MT), BORORO BOE (MT),ENAWENE-NAWE (MT), GAVIÃO KYIKATÊJÊ / PARKATÊJÊ(PA), JAVAÉ (TO), KAIGANG (PR), KA’APOR (MA), KAMAYURÁ (MT), KANELA RÃMKOKAMEKRA (MA),KARAJÁ (TO), KAYAPÓ (PA), KRAHÔ (TO), KUIKURO (MT), MANOKI IRANTXE (MT), MATIS (AM), PARECI HALITI (MT), PATAXÓ (BA), RIKBAKSTA (MT),SHANENAWÁ (AC), TAPIRAPÉ (MT), TERENA (MS), TEMBÉ (PA), UMUTINA (MT), XAVANTE (MT), XERENTE (TO), XIKRIN (PA), XOKLENG (SC),WAIWAI (PA), YAUANAUWÁ (AC). | Arc i fletxa, llançament de llança, estirament de corda, piragüisme, recorregut de 100 metres, cursa de fons, cursa de troncs, futbol (masculí i femení), natació/travessia. |
| XI Jogos dos Povos Indígenas   | 2011 | de 8 a 15 d'octubre               | Porto Nacional, Tocantins                                      | | |
| XII Jogos dos Povos Indígenas  | 2013 | de 10 a 18 d'octubre              | Cuiabá, Mato Grosso                                            | | |
| XIII Jogos dos Povos Indígenas | 2015 | de 15 a 19 de juliol              | Parc indígena del Xingu, Mato Grosso                           | | utbol, natació, llançament de llança, tir amb arc, corrent i estirament de corda. |

## Galeria

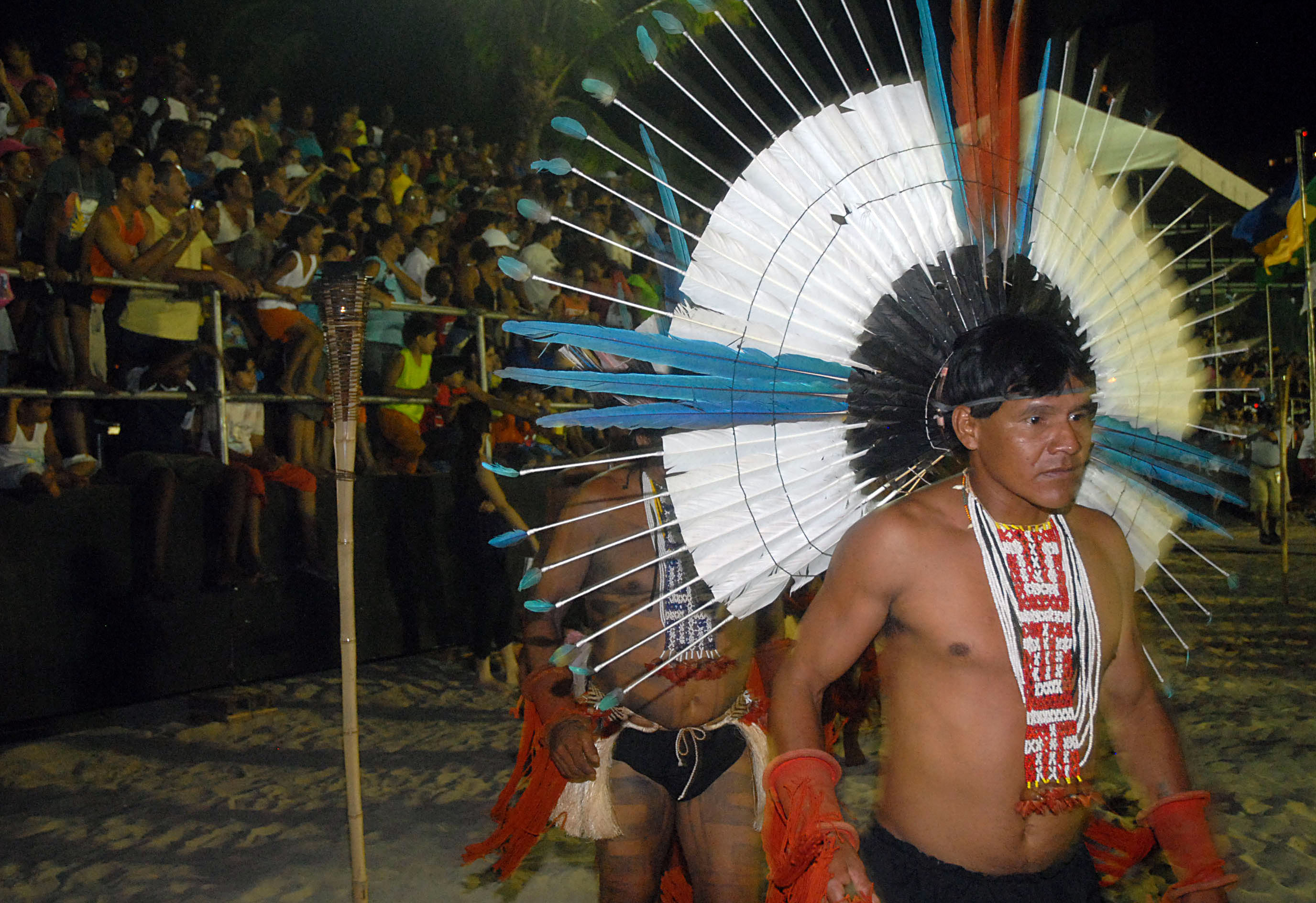
Cloenda dels IX Jogos dos Povos Indígenas (Olinda, 2007)
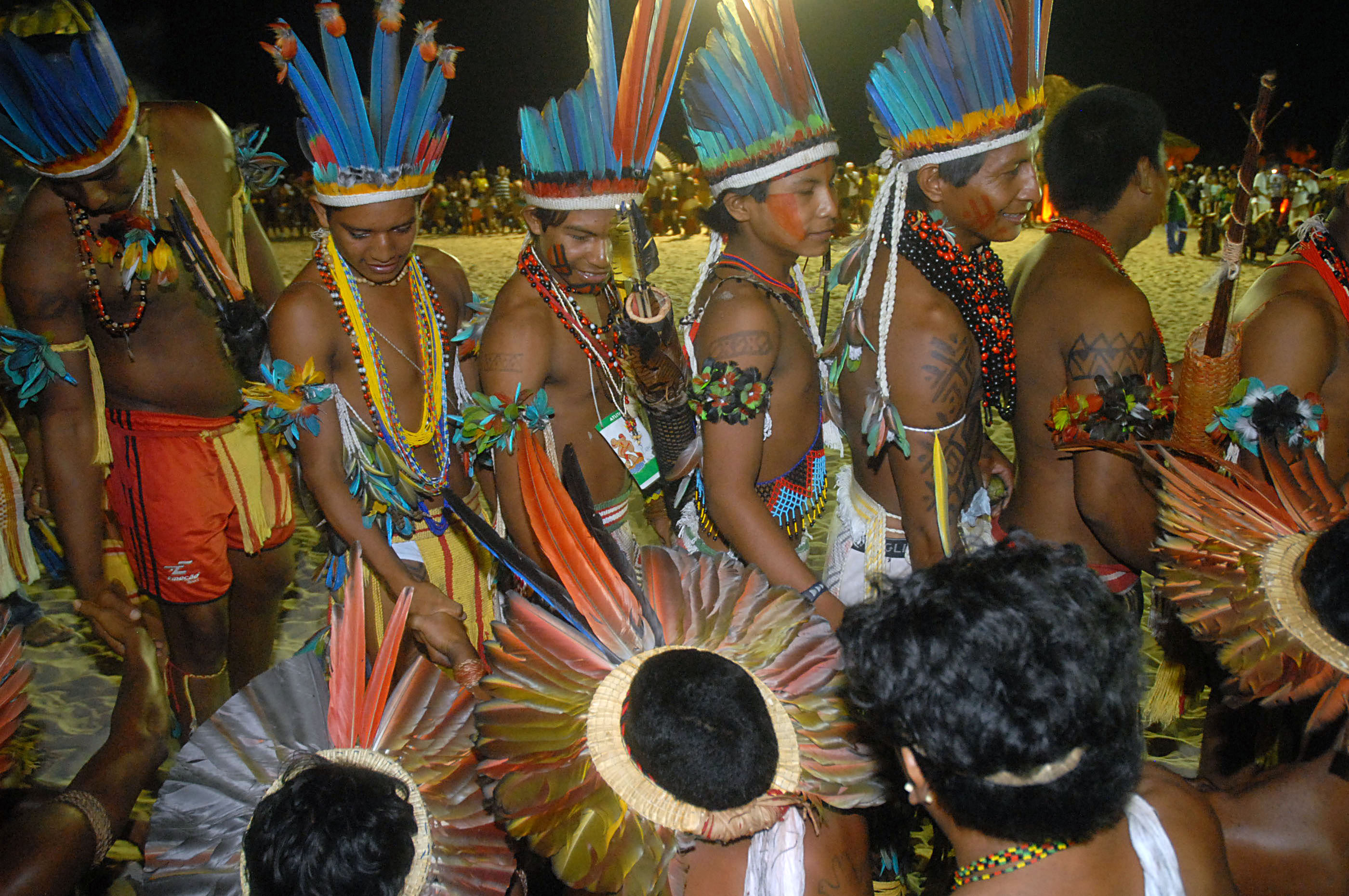
Cloenda dels IX Jogos dos Povos Indígenas (Olinda, 2007)
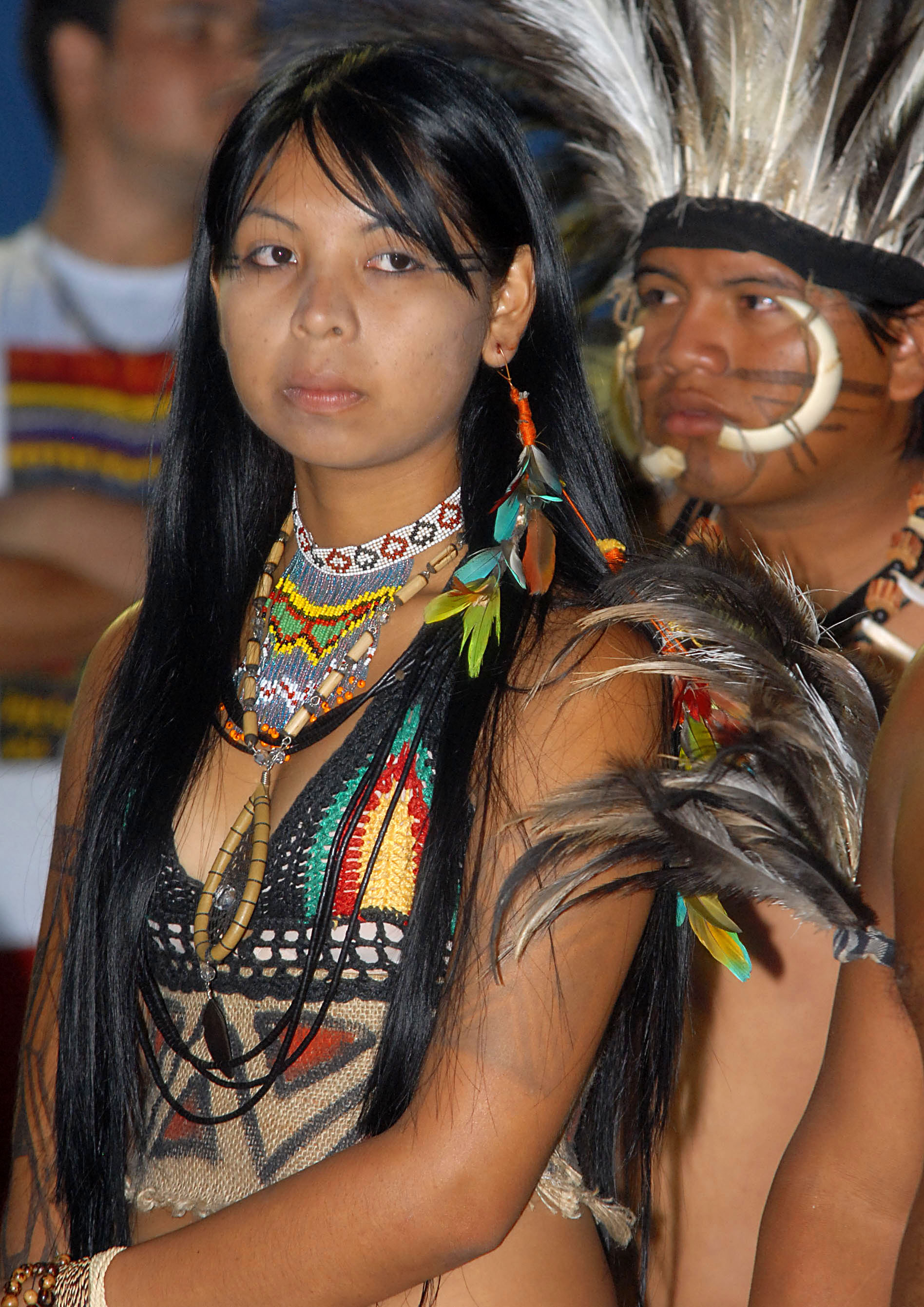
Dona terena
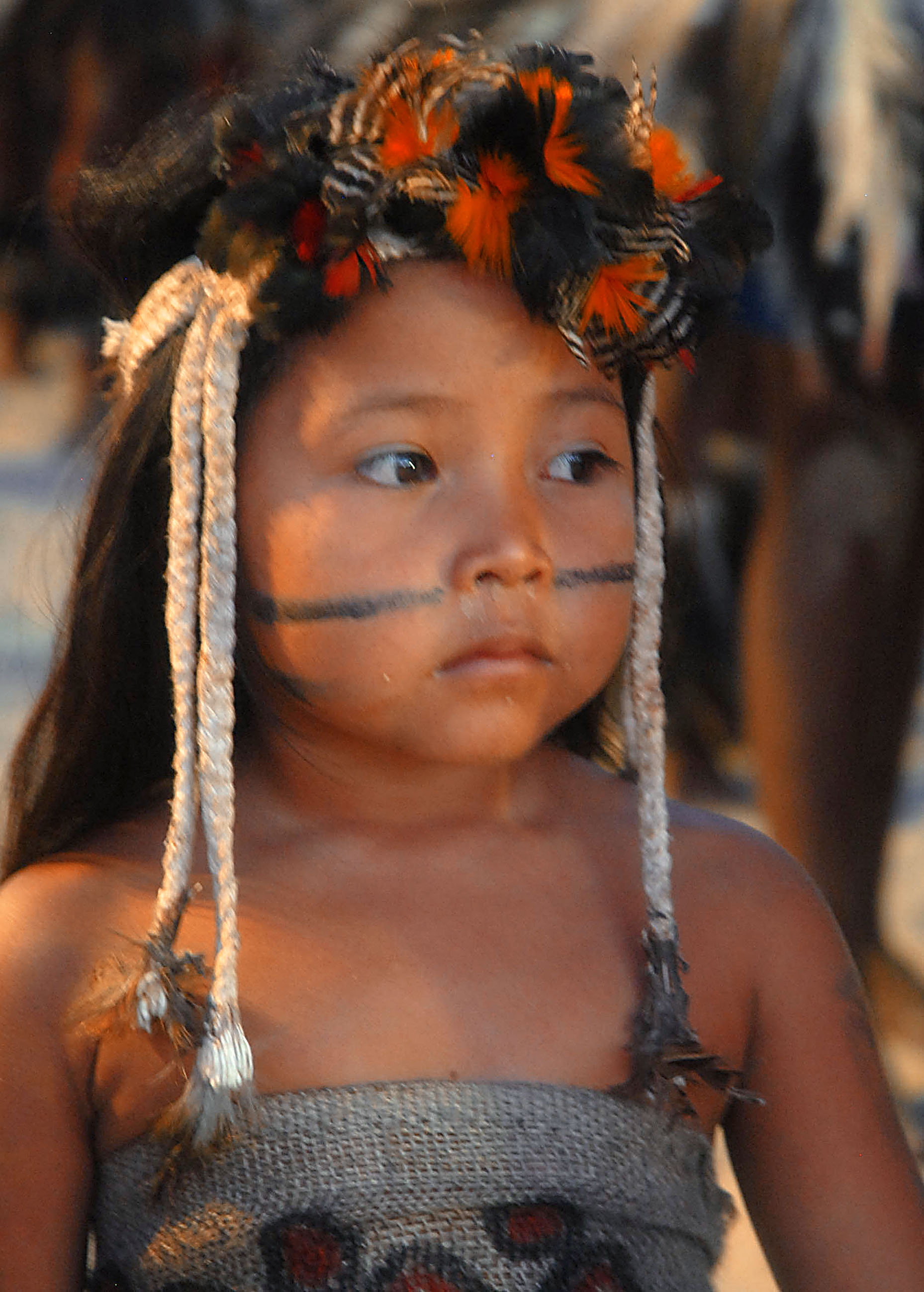
Nena Terena
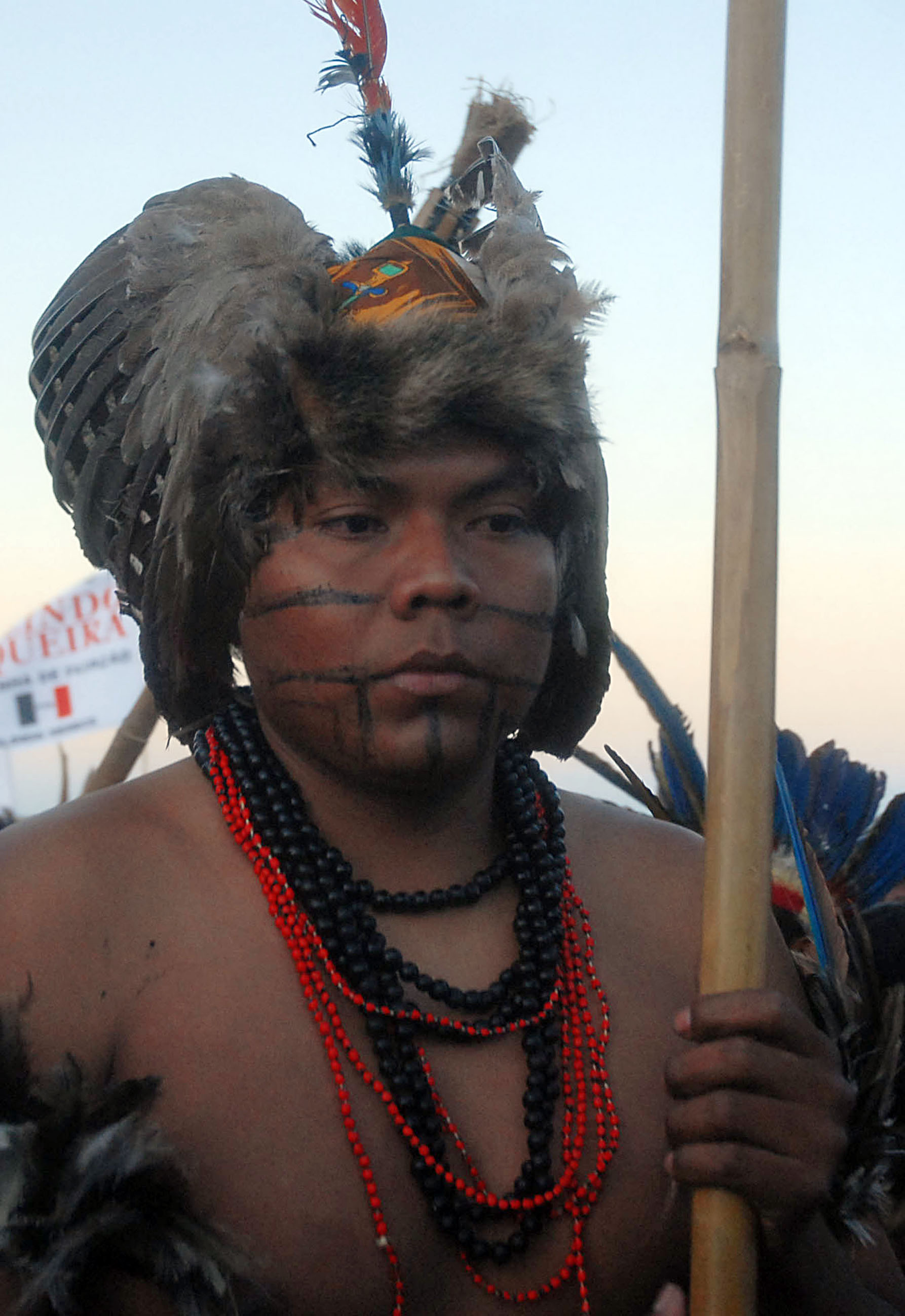
Home Terena
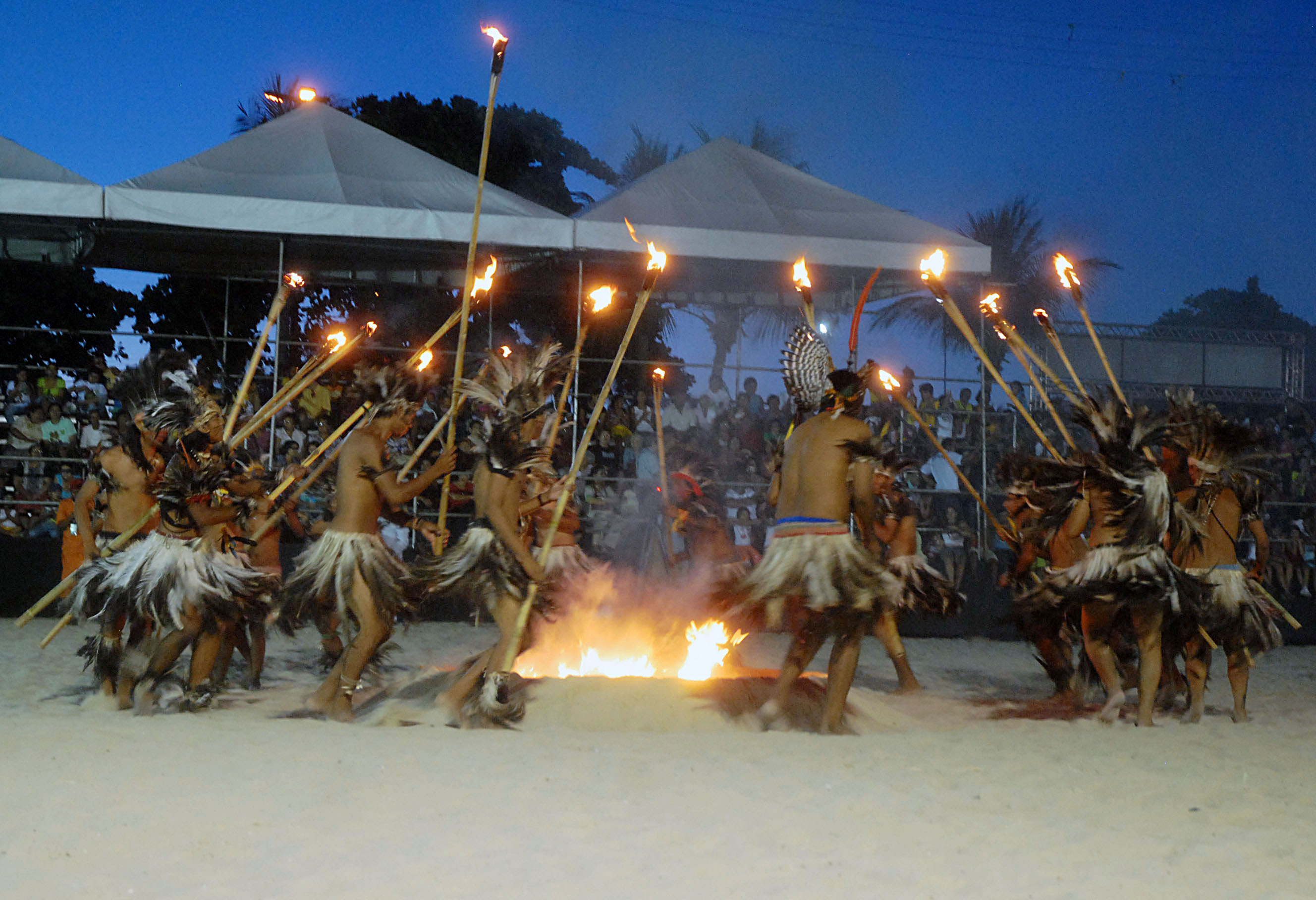
Homes Terena
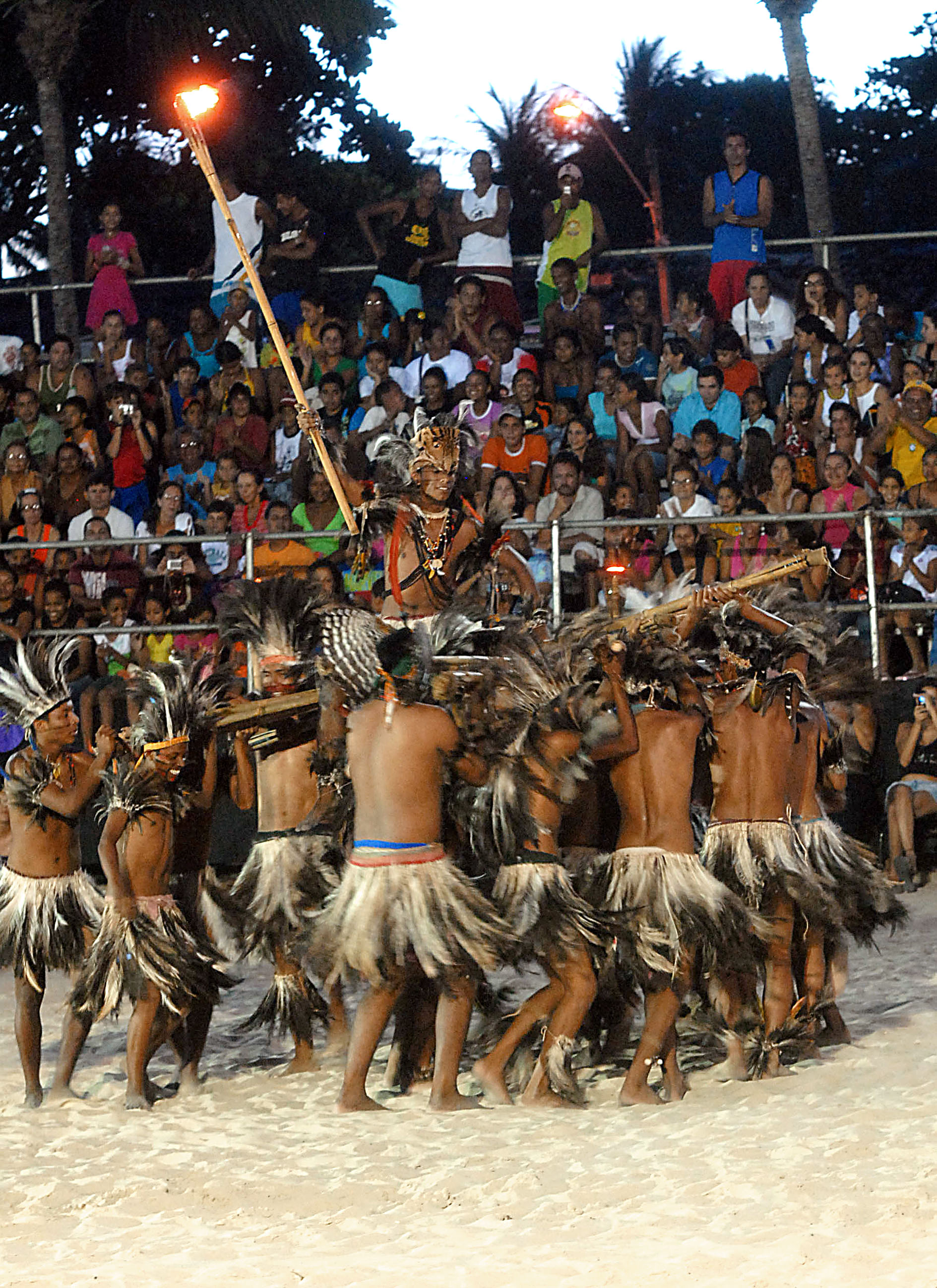
Homes Terena
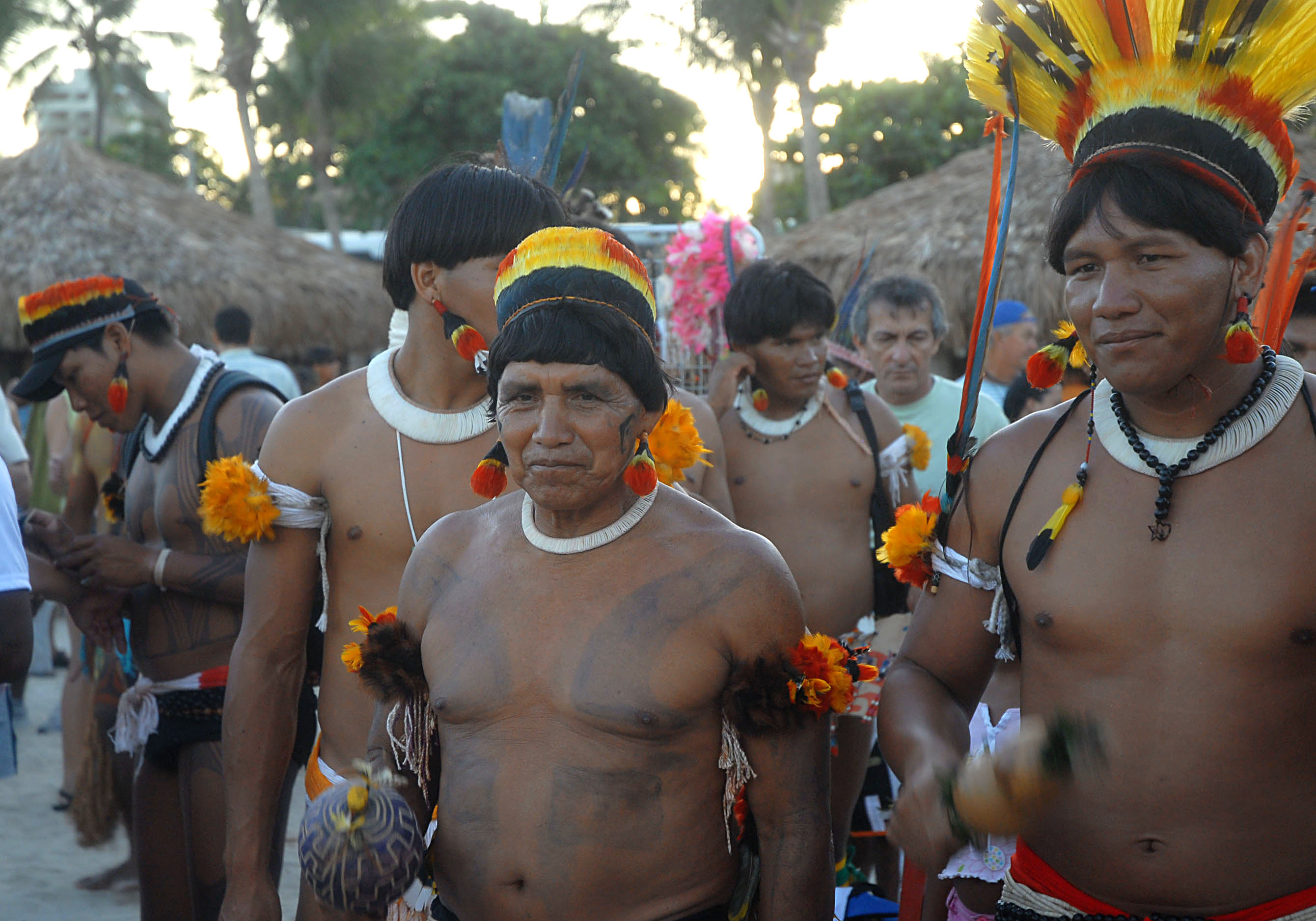
Homes kuikuro
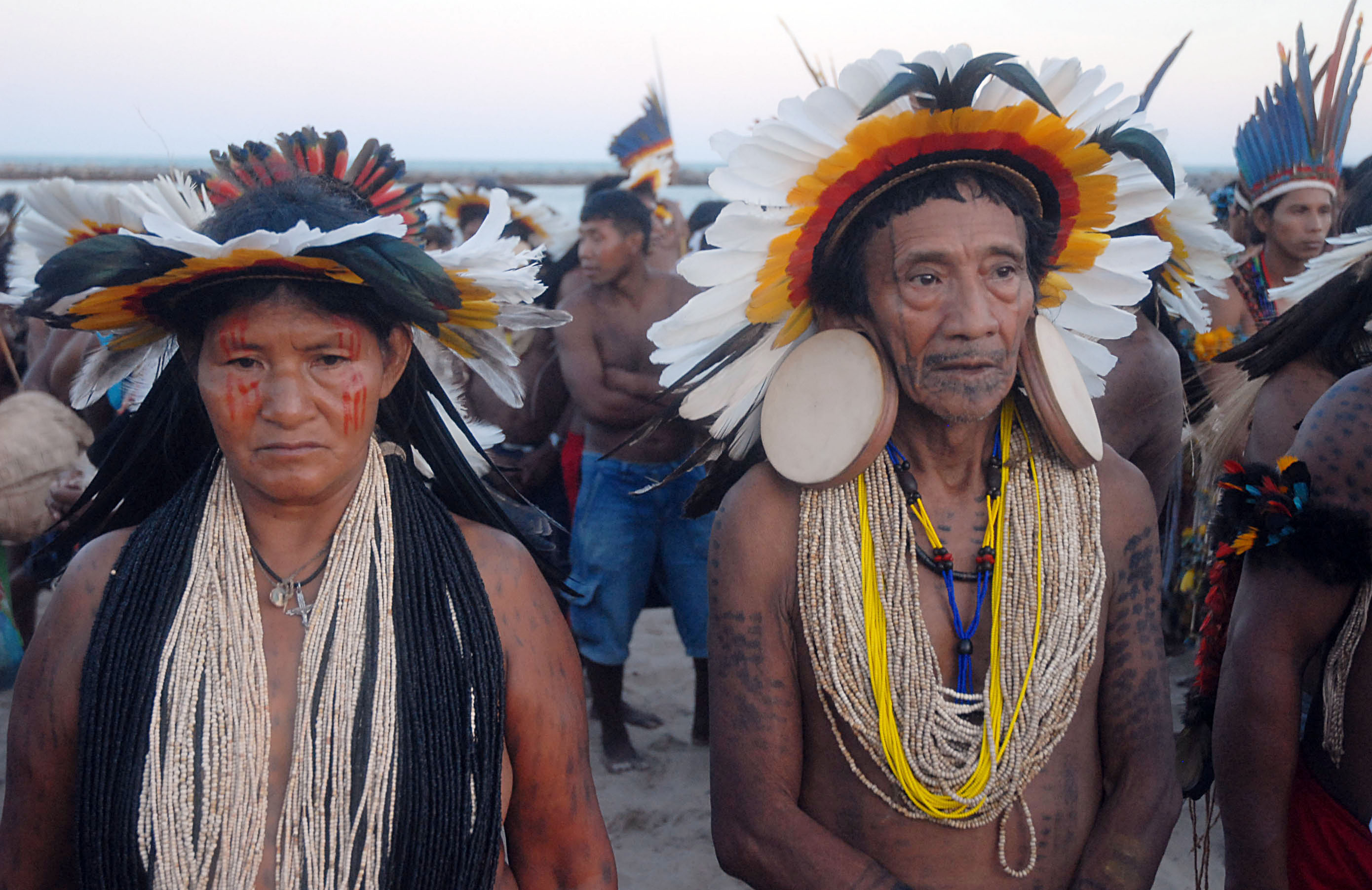
Homes Rikbaksta
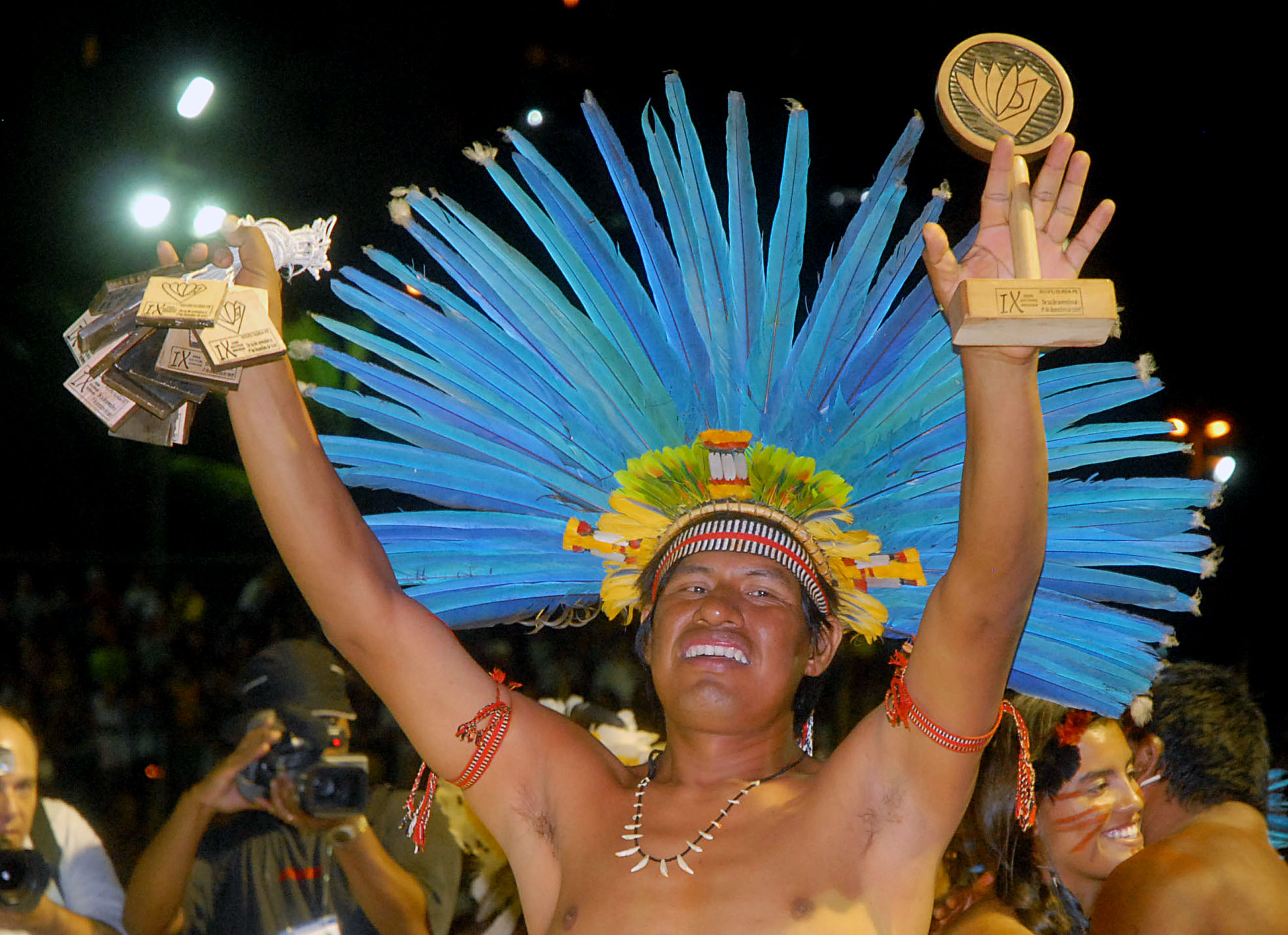
Cacic Paulo, bororó (Boe)
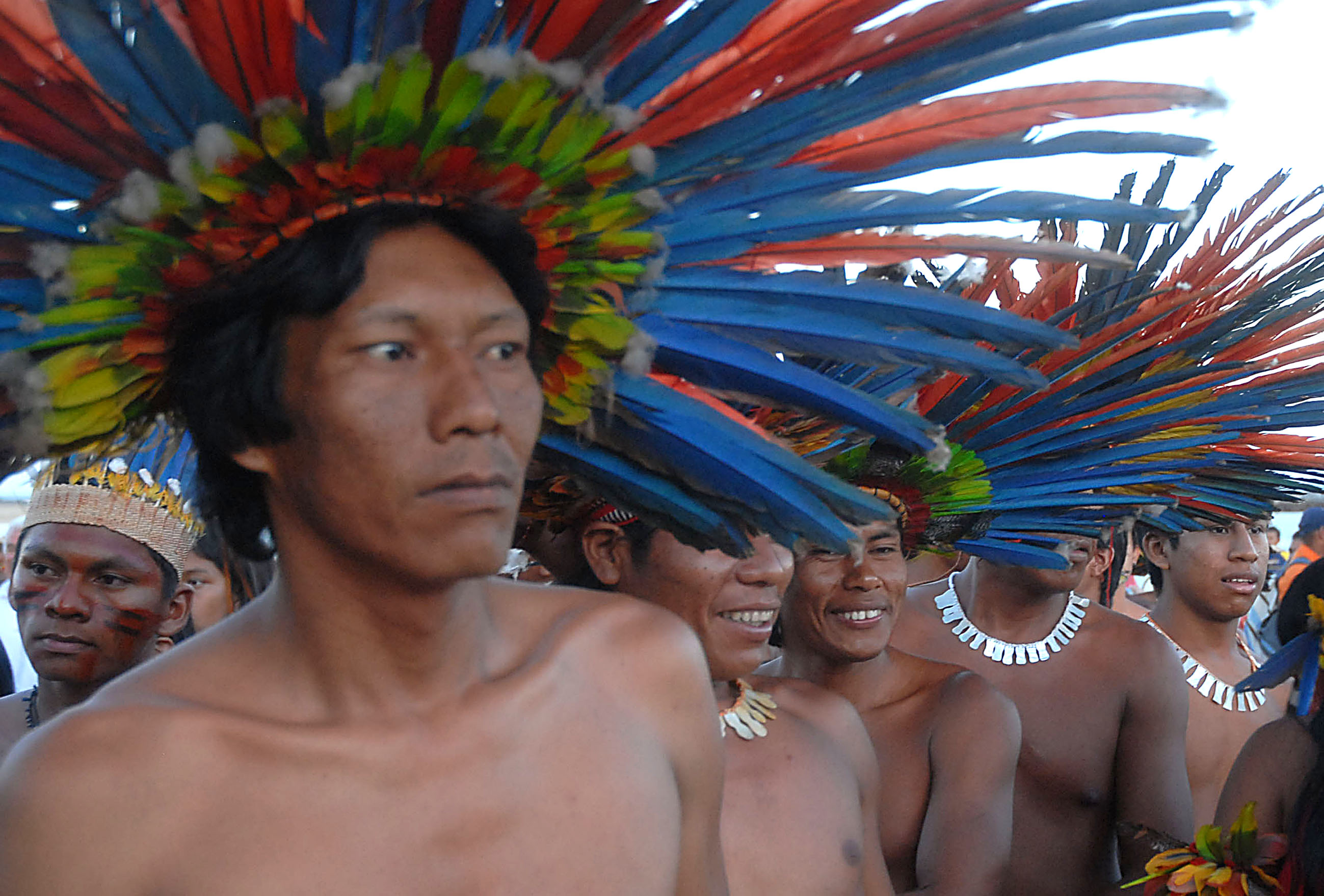
Indis Bororó (Boe)